# Artabotrys rufus
Artabotrys rufus este o specie de plante angiosperme din genul Artabotrys, familia Annonaceae, descrisă de De Wild.. Conform Catalogue of Life specia Artabotrys rufus nu are subspecii cunoscute.